# Thermochrous
Thermochrous là một chi bướm đêm thuộc họ Anomoeotidae.

## Các loài
- Thermochrous exigua Talbot, 1932
- Thermochrous fumicincta Hampson, 1910
- Thermochrous marginata Talbot, 1929
- Thermochrous melanoneura Hampson, 1920
- Thermochrous neurophaea Hering, 1928
- Thermochrous stenocraspis Hampson, 1910
- Thermochrous succisa Hering, 1937